# Вільний Посад (Криворізький район)
Ві́льний Поса́д — село в Україні, Криворізькому районі Дніпропетровської області. 
Належить до Широківської сільської ради. Населення — 128 мешканців.

## Географія
Село Вільний Посад розташоване за 1 км від села Степове і за 1,5 км від села Шевченкове. По селу протікає пересихаючий струмок з загатою. Поруч проходить автомобільна дорога Н11.

## Історія
Цікавим фактом є те, що 28 червня 1998 року село місцеві жителі проголосили територією СРСР (звичайно, це не мало юридичної сили).

## Населення

### Мова
Розподіл населення за рідною мовою за даними перепису 2001 року:
| Мова       | Кількість | Відсоток |
| ---------- | --------- | -------- |
| українська | 115       | 89.84%   |
| російська  | 12        | 9.38%    |
| білоруська | 1         | 0.78%    |
| Усього     | 128       | 100%     |

## Відомі люди
У селі народився Шутько Микола Олексійович (*19 грудня 1927 — 4 січня 2010, Київ, Україна) — український актор. Народний артист УРСР (1983). Член Національної спілки кінематографістів України.